# Ballon d'or 1998
Navigation
Édition précédente Édition suivante
Le Ballon d'or 1998, qui récompense le meilleur footballeur évoluant dans un club européen, est attribué à Zinédine Zidane.
Ce dernier a gagné avec l'équipe de France, la Coupe du monde 1998 en inscrivant deux buts en finale. Avec son club de la Juventus, Zidane a remporté le Championnat d'Italie 1998 et atteint la finale de la Ligue des champions 1998.

## Classement
| Rang | Nom                  | Club                       | Sélection nationale | Points |
| ---- | -------------------- | -------------------------- | ------------------- | ------ |
| 1    | Zinédine Zidane      | Juventus                   | France              | 244    |
| 2    | Davor Šuker          | Real Madrid                | Croatie             | 68     |
| 3    | Ronaldo              | Inter Milan                | Brésil              | 66     |
| 4    | Michael Owen         | Liverpool FC               | Angleterre          | 51     |
| 5    | Rivaldo              | FC Barcelone               | Brésil              | 45     |
| 6    | Gabriel Batistuta    | Fiorentina AC              | Argentine           | 43     |
| 7    | Lilian Thuram        | Parme FC                   | France              | 36     |
| 8    | Dennis Bergkamp      | Arsenal FC                 | Pays-Bas            | 28     |
| 8    | Edgar Davids         | Milan AC Juventus          | Pays-Bas            | 28     |
| 10   | Marcel Desailly      | Milan AC Chelsea FC        | France              | 19     |
| 11   | Frank de Boer        | Ajax Amsterdam             | Pays-Bas            | 17     |
| 12   | Emmanuel Petit       | Arsenal FC                 | France              | 16     |
| 13   | Roberto Carlos       | Real Madrid                | Brésil              | 13     |
| 14   | Fabien Barthez       | AS Monaco                  | France              | 11     |
| 14   | Laurent Blanc        | Olympique de Marseille     | France              | 11     |
| 16   | Alessandro Del Piero | Juventus                   | Italie              | 10     |
| 16   | Predrag Mijatović    | Real Madrid                | RF Yougoslavie      | 10     |
| 18   | Oliver Bierhoff      | Udinese Calcio Milan AC    | Allemagne           | 9      |
| 18   | Didier Deschamps     | Juventus                   | France              | 9      |
| 20   | Michael Laudrup      | Ajax Amsterdam             | Danemark            | 6      |
| 21   | Ronald de Boer       | Ajax Amsterdam             | Pays-Bas            | 4      |
| 21   | Raúl                 | Real Madrid                | Espagne             | 4      |
| 23   | Brian Laudrup        | Glasgow Rangers Chelsea FC | Danemark            | 3      |
| 23   | Marc Overmars        | Arsenal FC                 | Pays-Bas            | 3      |
| 23   | Clarence Seedorf     | Real Madrid                | Pays-Bas            | 3      |
| 26   | Fernando Hierro      | Real Madrid                | Espagne             | 2      |
| 26   | Christian Vieri      | Atlético Madrid Lazio Rome | Italie              | 2      |
| 28   | David Beckham        | Manchester United          | Angleterre          | 1      |
| 28   | Níkos Machlás        | Vitesse Arnhem             | Grèce               | 1      |
| 28   | Luis Enrique         | FC Barcelone               | Espagne             | 1      |
| 28   | Bixente Lizarazu     | Bayern Munich              | France              | 1      |

- Hors classement

| Joueurs sélectionnés, mais n'ayant pas obtenu de point. | Joueurs sélectionnés, mais n'ayant pas obtenu de point. | Joueurs sélectionnés, mais n'ayant pas obtenu de point.  | Joueurs sélectionnés, mais n'ayant pas obtenu de point.  |
| ------------------------------------------------------- | ------------------------------------------------------- | -------------------------------------------------------- | -------------------------------------------------------- |
| Tony Adams Arsenal FC — Angleterre                      | Tore André Flo Chelsea FC — Norvège                     | Zvonimir Boban Milan AC — Croatie                        | Fabio Cannavaro Parme FC — Italie                        |
| Pavel Nedvěd Lazio Rome — Tchéquie                      | Roberto Baggio Bologne FC / Inter Milan — Italie        | Iván Zamorano Inter Milan — Chili                        | Filippo Inzaghi Juventus — Italie                        |
| Robert Jarni Betis Seville / Real Madrid — Croatie      | Hidetoshi Nakata Shonan Bellmare / AC Pérouse — Japon   | Sunday Oliseh Ajax Amsterdam — Nigeria                   | David Seaman Arsenal FC — Angleterre                     |
| Marcelo Salas CA River Plate / Lazio Rome — Chili       | Ariel Ortega Valence FC / UC Sampdoria — Argentine      | Gianluca Pagliuca Inter Milan — Italie                   | Andriy Chevtchenko Dynamo Kiev — Ukraine                 |
| Denílson São Paulo FC / Betis Seville — Brésil          | Adrian Ilie Galatasaray / Valence FC — Roumanie         | Juan Sebastián Verón UC Sampdoria / Parme FC — Argentine | Juan Sebastián Verón UC Sampdoria / Parme FC — Argentine |